# Greatest Tracks
Greatest Tracks är ett samlingsalbum med Leila K utgivet i maj 2003.

## Låtlista
- "Carousel"
- "Electric"
- "Ça plane pour moi"
- "Open Sesame"
- "Slow Motion"
- "Got to Get" (Rob'n'Raz featuring Leila K)
- "Rok the Nation" (Rob'n'Raz featuring Leila K)
- "Rude Boy" (Featuring Papa Dee)
- "C'mon Now"
- "Murderer"
- "Hello Afrika" (Dr. Alban featuring Leila K)
- "Check the Dan"
- "Blacklisted"
- "Time"
- "Magic Ball"
- "I Love to Roll" (Backyard Babies featuring Leila K)
- "Close Your Eyes"
- "Positive Energy" (tidigare outgiven)
- "Possessed" (tidigare outgiven)
- "Burning Up" (står som "tidigare outgiven" men hade getts ut 1998 som "Elephant & Castle featuring Leila K" på en dans-cd)
- "Electric" (video)
- "Open Sesame" (video)
- "Slow Motion" (video)
- "Got To Get" (video)
- "C'mon Now" (video)
- "Close Your Eye" (video)